# سان ديديرو
سان ديديرو (بالفرنسية: Saint-Didier)‏ هي بلدية في مدينة تورينو الحضرية، في منطقة بيمنتة الإيطالية، وتقع على بعد حوالي 40 ميلاً (180 كم) غرب تورينو في فال دي سوزا .